# モルヒ (特殊潜航艇)
モルヒ（Molch）はドイツ海軍が開発した特殊潜航艇である。モルヒとはドイツ語でイモリのことである。第二次世界大戦中のドイツでは、一連の一人乗り特殊潜航艇を作り出したものの不成功に終わった。1944年に建造された本艇はドイツ海軍の最初の小型潜航艇だったが、作戦行動で成功を収めず大きな損失を受けた。

## 概要
単に魚雷を改造しただけのネガーの性能が思わしくなかったために、次世代の特殊潜航艇として開発されたものである。ネガーが一部を水面に出して航行しなければならなかったのに対し、本型式は潜望鏡を装備しており潜航したまま航行できるため、敵に見つかりにくくかつ索敵も容易になっている。
1944年後半からドイツ降伏までに400隻弱が建造、運用されたものの、大した戦果は挙げられなかった。
モルヒは魚雷の技術を基としており、またG7e魚雷2発を艇の外部両側面に取り付け、携行した。本艇は完全に電動式で沿岸作戦用に作られており、行動距離は5ノットで64kmである。艇の前部セクションには大型の蓄電池が収容された。蓄電池の後方には搭乗員の座席があり、これは2基の小型トリミングタンク（釣り合いをとるためのタンク）の間に設けられた。搭乗員席の後方には電動機が配置された。各タンクの複雑な仕組みから、作戦行動中の操縦は難しいものになった。393隻のうち最初のものはブレーメンに所在したAG Weserにより建造され、1944年6月12日に配備された。
モルヒは当初、1944年の地中海で行われたドラグーン作戦において、連合国軍に対し投入された。モルヒは第1モルヒ艇団（1. Molch-Flottille）あるいは第411K艇団 (K-Flottille 411）として知られる部隊に分割配備された。9月25日の夜間にこれらの潜航艇は戦艦を襲撃した。艇隊のモルヒ潜航艇は12隻が出撃し、10隻が失われた。この後ほどなくして、イタリア北西部のサンレーモ海岸から連合軍戦艦が砲撃を加え、残存した2隻も撃沈された。
1944年12月、他のモルヒ艇隊はオランダに送られたが、成功することはなかった。1945年1月から4月にかけ、モルヒとビーバー特殊潜航艇は102回の出撃をこなした。彼ら自身は7隻を喪失し、戦果は7隻の小型船舶を撃沈したにとどまる。作戦中のモルヒの有効性の無さが理由となり、後、この艇はより進化した特殊潜航艇のための訓練用潜航艇として用いられた。

## 主要諸元

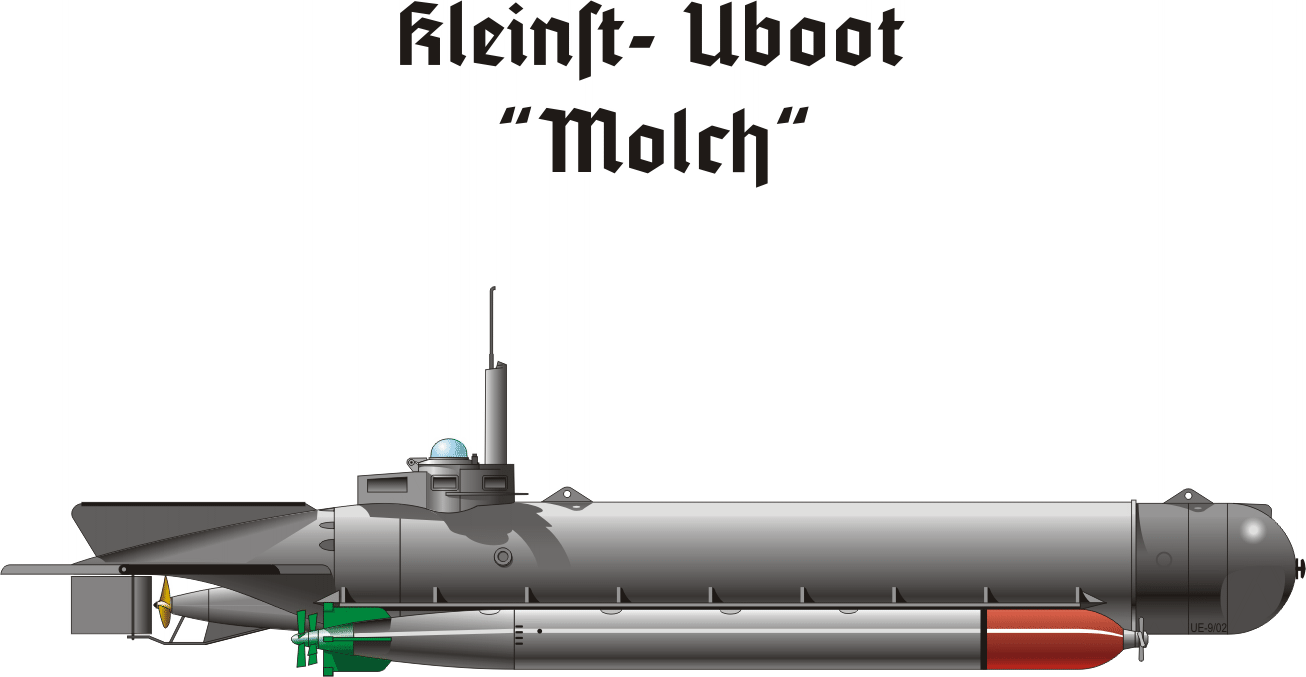
側面図。

- 全長:10.8m
- 全幅:1.8m
- 水中排水量:11.0t
- 水中速度:5.0kt
- 航続距離:50海里/5.0kt
- 兵装:533mm魚雷×2
- 機関:主機に電動機を装備
- 乗員:1名

## 参考サイト
- “Uboat.net”. Molch (Salamander). 2006年7月16日閲覧。
- “German-Navy.de”. Molch – The first real mini submarine of the Kriegsmarine. 2006年7月16日閲覧。